# Palliativoperation
Unter einer Palliativoperation versteht man eine Operation, die durchgeführt wird, um dem Patienten eine Verbesserung seiner Situation zu verschaffen, ohne damit seine Krankheit heilen zu können. Vgl. Palliation.
Beispiele:
- Beim fortgeschrittenen Krebs kann durch den Tumor ein Darmverschluss (Ileus) entstehen, der operativ nicht mehr beseitigt werden kann, weil der Tumor so groß oder ausgebreitet ist, dass er nur komplett entfernt werden könnte, wenn lebenswichtige Strukturen verletzt würden. In solchen Fällen kann der Chirurg einen künstlichen Darmausgang (Enterostoma) anlegen, der oberhalb des Darmverschlusses sitzt, so dass der Patient nicht von den typischen Symptomen eines Darmverschlusses gequält wird, sondern der Darminhalt über diesen Anus praeter nach außen abgeführt wird.
- Sitzt der Darmverschluss kurz hinter dem Magen oder im Magenausgangsbereich, dann kann eine Gastroenterostomie in Frage kommen. Bei dieser Operation wird eine künstliche Verbindung vom Magen zu weiter mundfern (aboral) gelegenen Darmabschnitten geschaffen, so dass die Engstelle umgangen wird.
- Raumforderungen im Gehirn mit erhöhtem Hirndruck oder Tumoren im Rückenmarksbereich können durch neurochirurgische Verfahren eine Verminderung von die Lebensqualität einschränkenden Symptomen bewirken.[1]
- Ein weiteres Beispiel sind bestimmte angeborene Herzfehler, deren Fehlbildung nicht korrigiert werden kann, bei denen aber über palliative Operationen eine Kreislaufsituation erzeugt wird, die ein Überleben mit bestmöglicher Lebensqualität erlaubt (siehe Kinderkardiologie).